# Dammermaniella
Dammermaniella är ett släkte av steklar. Dammermaniella ingår i familjen brokparasitsteklar.
Kladogram enligt Catalogue of Life:
| Dammermaniella | \| \| Dammermaniella elegantula \| \| \| \| \| \| Dammermaniella javanica \| \| \| \| |
|                | \| \| Dammermaniella elegantula \| \| \| \| \| \| Dammermaniella javanica \| \| \| \| |
|                | Dammermaniella elegantula                                                             |
|                |                                                                                       |
|                | Dammermaniella javanica                                                               |
|                |                                                                                       |